# Stati Uniti d'America ai Giochi della V Olimpiade
Gli Stati Uniti d'America parteciparono ai Giochi della V Olimpiade che si sono svolti a Stoccolma dal 5 maggio al 27 luglio 1912, con una delegazione di 174 atleti impegnati in undici discipline.